# Benquet
Benquet (en francès Benquet) és un municipi francès situat al departament de les Landes i a la regió de la Nova Aquitània.

## Demografia
| 1962                                       | 1968 | 1975  | 1982  | 1990  | 1999  | 2007  |
| ------------------------------------------ | ---- | ----- | ----- | ----- | ----- | ----- |
| 858                                        | 838  | 1.039 | 1.154 | 1.240 | 1.293 | 1.427 |
| Des de 1962: població sense dobles comptes |      |       |       |       |       |       |

## Administració
| Període | Identitat     | Partit |
| ------- | ------------- | ------ |
| 2001    | Pierre Mallet |        |

## Agermanaments
- Muespach-le-Haut